# Harringtonjacke

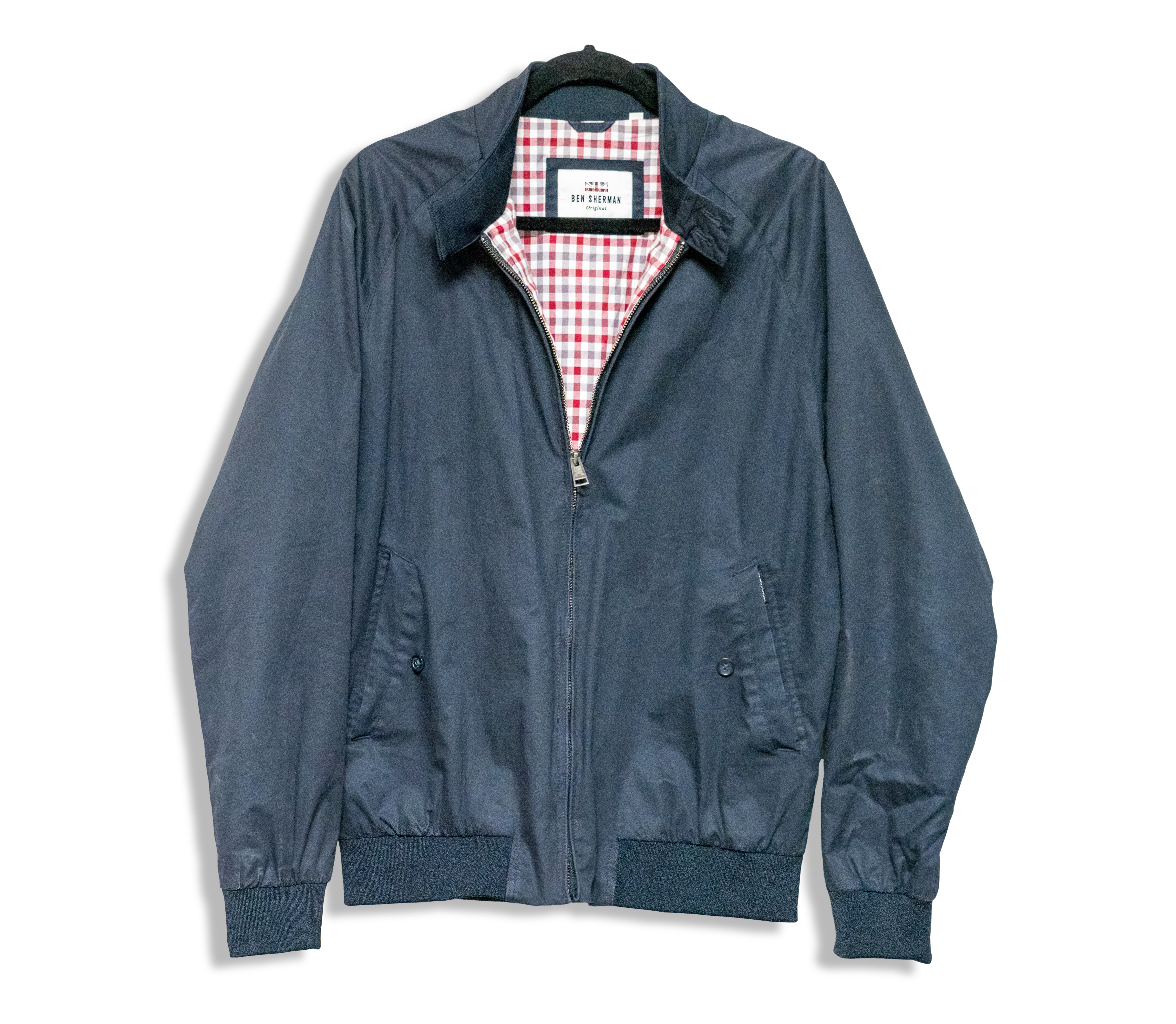
Eine Harringtonjacke von Ben Sherman, 2021

Die Harringtonjacke ist ein robuster, wasser- und windfester Blouson mit Stehkragen und einem Innenfutter mit Fraser Tartan-Muster. Die Jacke schuf John Miller als Besitzer der Textilfabrik „Baracuta“ im Dezember 1937 in Manchester. Diese Jacke nannte er „G9“.
Der Name Harringtonjacke entstand erst Mitte der 1960er Jahre, als der von Ryan O’Neal gespielte Charakter Rodney Harrington die Jacke „G9“ regelmäßig in der populären Soap Peyton Place trug. Die Prägung des Begriffes wird, wohl durch die erste öffentliche Erwähnung, dem Schauspieler John Simons zugeschrieben.
Populär war und ist die „G9“ vor allem bei Rockabillys, Mods, Skinheads, Punks, Hooligans und anderen Subkulturen.
Heute zählt der „G9“-Blouson zu den meistkopierten Kleidungsstücken der Welt. Die originale Baracuta „G9“ wird heute in etwa einem Dutzend verschiedenen Farben hergestellt und kostet ungefähr 400 Euro.